# Ecate
Ecate (Ècate; alla greca Ecàte; in latino Hecata, in greco antico: Ἑκάτη?, Hekátē) è una dea di origine pre-indoeuropea che fu ripresa nella mitologia greca e romana e trasportata poi nella religione greca e romana.
Ecate era la dea della magia e degli incroci ed era la potente signora dell'oscurità, regnava sui daímon, sulla notte, la luna, i fantasmi, i morti. Era invocata da chi praticava la magia e la necromanzia.
Era una delle numerose divinità adorate nell'antica Atene come protettrice dell'oikos (famiglia), insieme a Zeus, Estia, Hermes e Apollo.
Negli scritti post-cristiani degli Oracoli caldaici (II-III secolo d.C.) era anche considerata con (un certo) dominio su terra, mare e cielo, nonché un ruolo più universale come Salvatrice (Soteira), Madre degli Angeli e l'Anima del Mondo Cosmico.
Riguardo alla natura del suo culto, è stato rimarcato che "è più a suo agio ai margini che al centro del politeismo greco. Intrinsecamente ambivalente e polimorfa, si trova a cavallo dei confini convenzionali ed elude la definizione".
La più antica rappresentazione di Ecate è stata ritrovata a Selinunte in Sicilia.
Il più noto santuario dedicato a Ecate si trova a Lagina, in Turchia sudoccidentale.

## Genealogia
A seconda degli autori è figlia di Zeus e di Asteria o del Titano Perse e Asteria.
Secondo Apollonio Rodio fu madre di Scilla avuta da Forco mentre secondo Diodoro Siculo fu madre di Circe, Medea ed Egialeo avuti da Eete.

Va però considerato che gli autori che attribuiscono a Ecate queste progenie sono posteriori ad altri che la citavano come vergine.
Le sue ancelle erano demoni femminili chiamate Empuse.

## Nome e etimologia
Sia l'etimologia del nome Ecate (Ἑκάτη, Hekátē) che il paese d'origine del suo culto sono sconosciuti, ma diverse teorie sono state proposte.
Secondo alcuni, il suo nome avrebbe la stessa radice della parola greca “cento”, allude alle molte forme che lei può assumere: Ecate, discendente dei Titani, la “multiforme”.

### Origine greca
Che il culto di Ecate sia nato in Grecia o no, alcuni studiosi hanno suggerito che il nome potrebbe derivare da una radice greca, e hanno identificato diverse parole da cui potrebbe derivare. Per esempio, ἑκών "desiderio, volere" (colei che fa il suo volere o dispensatrice di desideri), potrebbe essere connesso col nome Ecate. Tuttavia, nessuna fonte indica il volere o la volontà come un attributo importante di Ecate, che rende questa possibilità improbabile.
Un'altra parola greca suggerita come l'origine del nome Ecate è Ἑκατός Hekatos, un raro epiteto di Apollo tradotto in moltissimi modi, come “che opera da lontano e che colpisce”. Ciò è stato suggerito mettendo a confronto gli attributi della dea Artemide, fortemente associata con Apollo e spesso comparata con Ecate nel mondo classico. Promotori di questa etimologia sostengono che Ecate era inizialmente considerata un aspetto di Artemide, prima della sua adozione all'interno del pantheon Olimpico. In quel periodo, Artemide sarebbe stata associata fortemente con la purezza e la verginità da un lato, mentre i suoi attributi originali più oscuri, come la magia, le anime dei morti e la morte, sarebbero invece state venerate separatamente, sotto il suo nominativo Ecate. Anche se spesso considerata l'origine greca più probabile, la teoria Ἑκατός non tiene conto della sua venerazione nell'Asia minore, dove la sua associazione con Artemide sembra essere stata un'evoluzione successiva, e delle teorie che l'attribuzione dei suoi aspetti più oscuri e della magia non erano originariamente parte del culto di Ecate.
R. S. P. Beekes ha rifiutato un'etimologia greca e ha suggerito un'origine precedente ai greci.

### Origine egizia
Una forte possibilità per l'origine del nome potrebbe essere Heket (ḥqt), una divinità egizia della fertilità e della rigenerazione, con la testa a forma di rana, e che, come Ecate, era associata con ḥqꜣ. La parola "heka" nel linguaggio egizio è sia la parola utilizzata per la magia che il nome del dio della magia e della medicina, Heka.

## Origine e forme della divinità

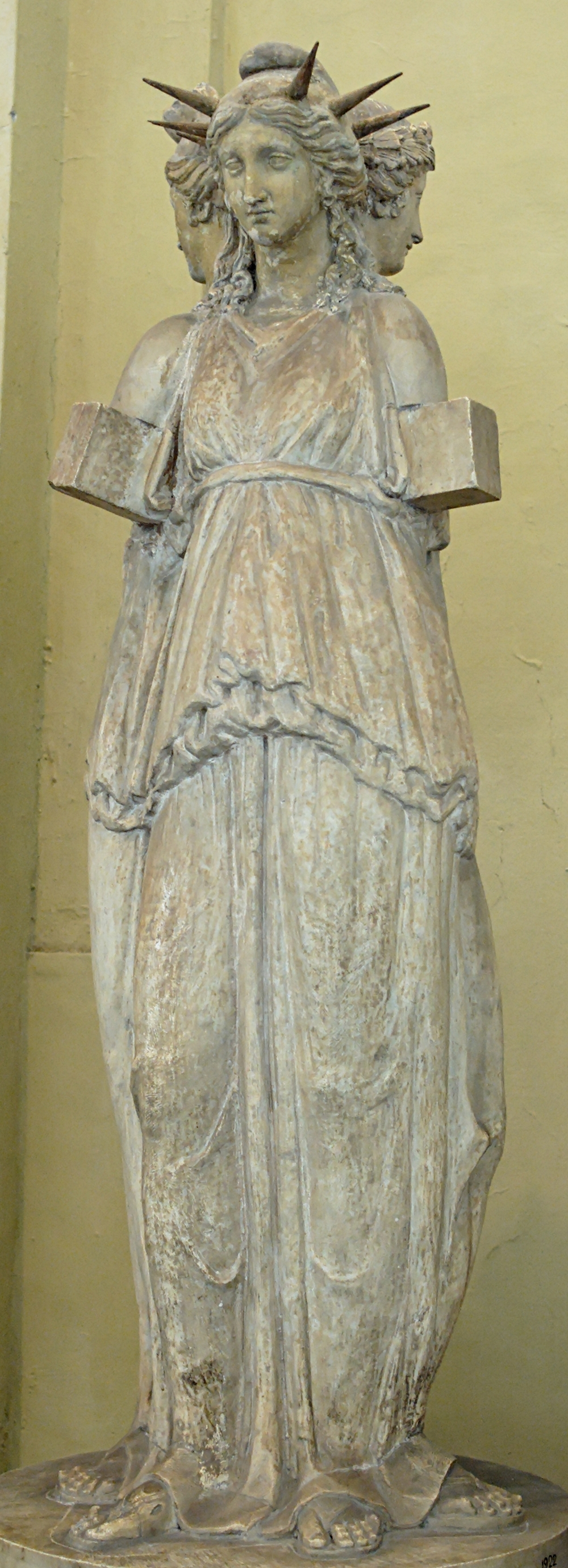
La Ecate Chiaramonti, una scultura romana della triplice Ecate, successiva a un originale Ellenistico, Città del Vaticano, Museo Chiaramonti, Musei Vaticani.

Hecate, Hekate o Hekat era in origine una dea delle terre selvagge e del parto proveniente dalla Tracia, dalla Tessaglia o dalla Caria e i culti popolari che la veneravano come una dea madre inserirono la sua persona nella cultura greca come Ἑκάτη.

Nell'Alessandria tolemaica essa in ultima analisi ottenne le sue connotazioni di dea della stregoneria e il suo ruolo di Regina degli Spettri e in queste vesti fu poi trasmessa alla cultura post-rinascimentale.

Oggi viene vista spesso come una dea delle arti magiche e della stregoneria.
Ecate era una divinità psicopompa, in grado di viaggiare liberamente tra il mondo degli uomini, quello degli dei e il regno dei morti. Spesso è raffigurata con delle torce in mano, proprio per questa sua capacità di accompagnare anche i vivi nel regno dei morti (la Sibilla Cumana, a lei consacrata, traeva da Ecate la capacità di dare responsi provenienti, appunto, dagli spiriti o dagli dei).
Nell'iconografia Ecate viene rappresentata spesso con tre corpi o con sembianze di cane o, accompagnata da cani infernali ululanti in quanto veniva considerata protettrice dei cani.

## Mitologia
Dea degli incantesimi, degli spettri e protettrice degli incroci di tre strade. In quest'ultimo aspetto essa è raffigurata come triplice e le sue statue venivano poste negli incroci (trivi), a protezione dei viandanti (Ecate Enodia o Ecate Trioditis).

Dai romani era chiamata Trivia.
Ecate veniva associata anche ai cicli lunari così come avveniva con altre divinità femminili: Perseide rappresentava la luna nuova, Artemide (Diana per i latini) rappresentava la luna crescente, Selene la luna piena ed Ecate la luna calante.
Fu Ecate a sentire le grida disperate di Persefone, rapita da Ade presso il Lago Pergusa e portata negli Inferi, e fu sempre lei ad avvertire Demetra di quanto era accaduto. Si riteneva anche che Ecate accompagnasse Persefone nei suoi viaggi periodici tra il mondo dei morti e quello degli dei.

## Rappresentazioni

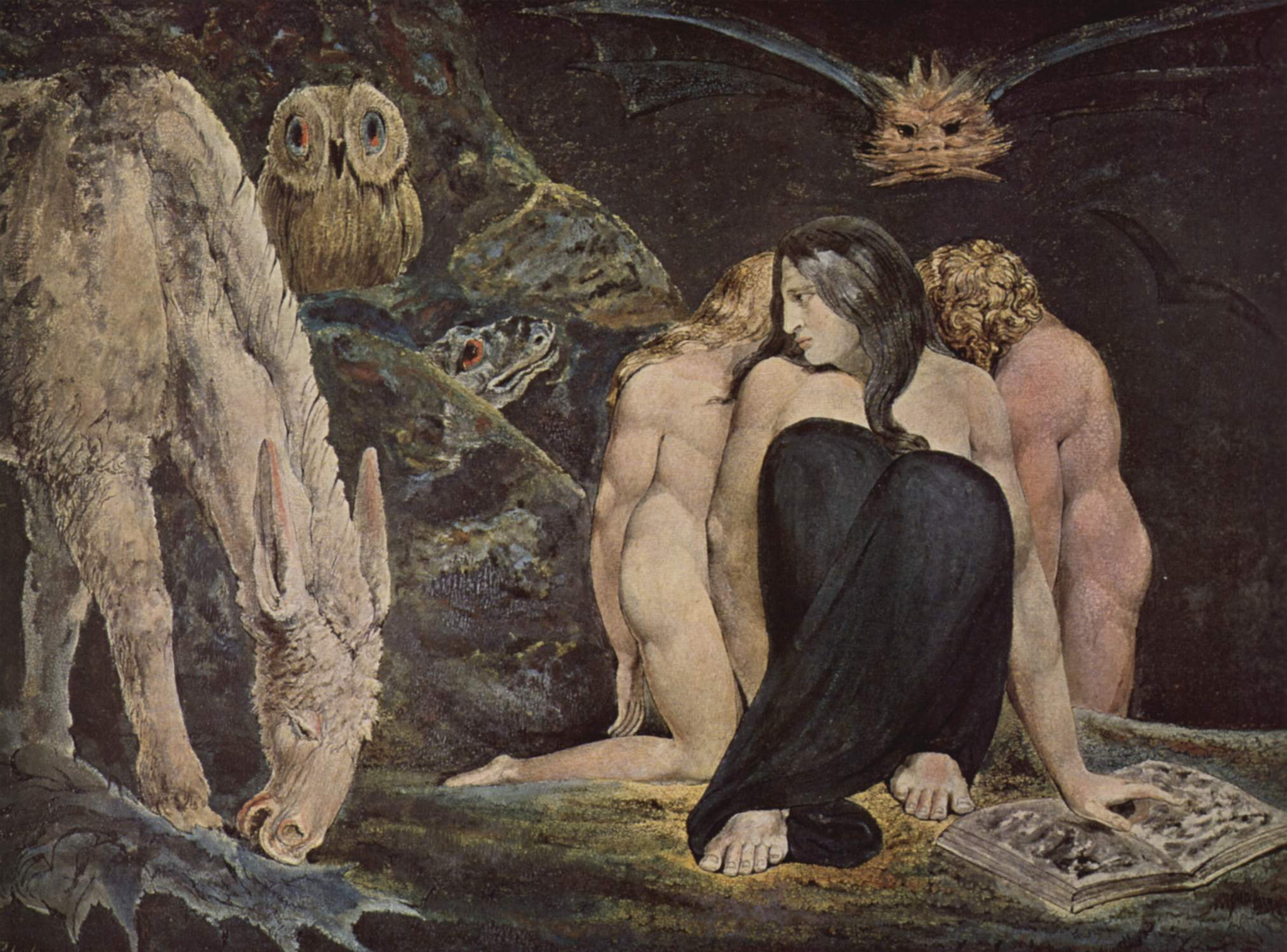
William Blake, Ecate o le tre Parche, 1795, Londra

L'iconografia spesso associata ad Ecate è quella nella sua triplice forma, che rispecchia il suo aspetto terrestre, lunare e ctonio.
Le prime rappresentazioni di Ecate, invece, sono singole. Lewis Richard Farnell sostiene che: «La testimonianza lasciata dai monumenti sulle caratteristiche e il significato di Ecate è altrettanto ricca di quella trasmessa dalla letteratura, ma solo nel periodo più tardo essi esprimono la sua natura molteplice e mistica. Prima del quinto secolo è quasi certo che fosse spesso rappresentata come una singola forma, come ogni altra divinità, ed è così che la immaginò il poeta della Beozia, perché nulla nei suoi versi allude a una divinità dalla triplice forma. Nel 2017 i geologi dell’Università di Camerino hanno individuato sotto Selinunte - con una termocamera caricata su un drone - la più antica raffigurazione di tutto il mondo greco di Hekate, risalente a circa 2700 anni fa. Il monumento più antico rinvenuto è una piccola terracotta trovata ad Atene, con una dedica a Ecate (tavola XXXVIII. a), in una scrittura tipica del sesto secolo. La dea è seduta su un trono e ha una corona attorno alla testa; non ha nessun tratto o caratteristica distintivi e l'unico valore dell'opera, che è chiaramente di un tipo comune ed è degna di menzione solo per l'iscrizione, è che prova come la forma singola fosse quella originale e che ad Atene era conosciuta prima dell'invasione persiana».

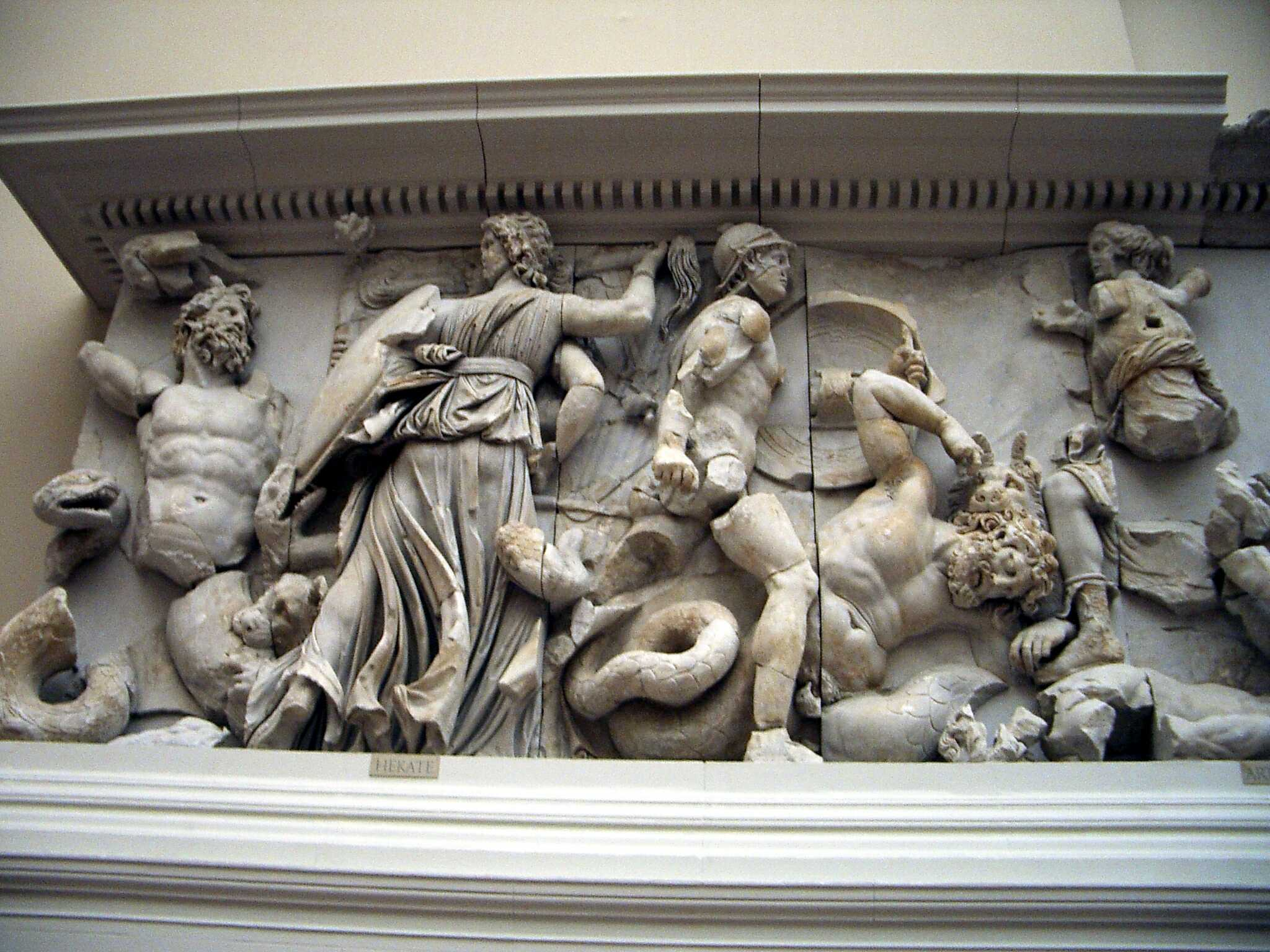
Ecate combatte Clizio, a sinistra. Dettaglio del Rilievo dall'Altare di Pergamo, IV secolo a.C.

Pausania sosteneva che Ecate fosse stata raffigurata per la prima volta nella forma triplice dallo scultore Alcamene durante il periodo greco classico, verso la fine del quinto secolo. Alcuni ritratti classici, come quello illustrato qui in basso, mostrano la dea in forma triplice mentre regge una torcia, una chiave e un serpente. Altri continuano a rappresentarla in forma singola. Nell'esoterismo greco, di derivazione egiziana, con riferimento a Ermete Trismegisto e nei papiri di magia della Tarda Antichità è descritta come una creatura a tre teste: una di cane, una di serpente e una di cavallo. La triplicità di Ecate è espressa in una forma più ellenica, con tre corpi, mentre prende parte alla battaglia contro i titani nel vasto fregio del grande altare di Pergamo, ora a Berlino. Nell'Argolide, vicino al sacrario dei Dioscuri, Pausania, grande viaggiatore nel corso del II secolo dell'era cristiana, vide il tempio di Ecate davanti al santuario di Ilizia: «L'immagine è opera di Scopas, realizzata in pietra, mentre le immagini in bronzo che si trovano davanti, che hanno come soggetto sempre Ecate, furono realizzate rispettivamente da Policleto il Giovane e suo fratello Naucide, figlio di Motone» (Description of Greece ii.22.7).
Un rilievo in marmo del IV secolo d.C. di Crannone in Tessaglia recava una dedica di un proprietario di cavalli. Il rilievo mostrava Ecate, in compagnia di un cane, mentre posa un serto sul capo di una cavalla. Questa statua si trova nel British Museum, inventario n. 816. La cagna è la sua compagna e il suo equivalente animale e una delle forme più usuali di offerte era lasciare della carne ai crocicchi. A volte gli stessi cani le venivano sacrificati (un giusto accenno alle sue origini non elleniche, dato che i cani, insieme con gli asini, raramente venivano tenuti in così alta considerazione negli antichi rituali greci).

## Influenza culturale
A Ecate sono intitolati l'Hecates Tholus su Marte e l'Hecate Chasma su Venere.
Ecate appare nel Macbeth di Shakespeare ed è una delle streghe della tragedia. Le sue arti magiche e l‘iconografia a tre corpi vengono evocate nell‘Amleto di Shakespeare dall'attore Luciano (lll, ii): "... tu fetida mistura d‘erbe raccolte a mezzanotte e dal male d‘Ecate tre volte unte ed infette, la tua magia spontanea, la tua atroce virtute usurpano di colpo ogni vital salute...". Ecate compare nelle saghe di Percy Jackson ed Eroi dell'Olimpo scritte da Rick Riordan. La figura di Ecate viene inoltre citata della serie TV Penny Dreadful quando viene introdotto il personaggio di Hecate Poole, strega figlia di Evelyn Poole e nella serie TV Le terrificanti avventure di Sabrina, quando alla fine della terza stagione la congrega della protagonista decide di venerarla al posto di Lucifero e delle altre entità infernali, e lo farà per tutto il corso della quarta stagione.
Ecate è impersonificata in Touhou 15: Legacy of Lunatic Kingdom da Hecatia Lapislazuli, anche lei capace di viaggiare liberamente tra mondi, avendo persino tre corpi. Ecate appare nei romanzi di Michael Scott della serie I segreti di Nicholas Flamel, l'immortale. Ecate è un personaggio di grande rilevanza nella serie a fumetti Sandman, di Neil Gaiman.
Ecate, indicata con la variante Hekate, è il simbolo dell'omonimo Boot loader alternativo per la console portatile Nintendo Switch
Ecate appare nei libri Eroi Dell’Olimpo La casa di Ade e Eroi dell'Olimpo: il sangue dell'Olimpo di Rick Riordan. Nella saga aiuta Hazel Levesque, a dominare la foschia, che le sarà utile per sconfiggere Pasifae e in seguito aiuterà la figlia di Plutone nello sconfiggere Clizio (gigante). Ne “Il sangue Dell’Olimpo” è nel gruppo di Dei che accorrono in aiuto dei semidei nel corso della battaglia ad Atene contro i giganti.
Ecate viene nominata nella canzone Hecate's Nightmare, composta dai Children of Bodom e presente nell'ultimo loro album Hexed, pubblicato nel 2019 dalla Nuclear Blast.
La figura di Ecate, nella sua raffigurazione triplice viene citata nel romanzo Cherudek di Valerio Evangelisti appartenente alla saga di Nicholas Eymerich.
Una versione di Ecate in tempi moderni è presente nei romanzi fantasy La Morte degli Dèi di Franz Palermo, in cui riveste il ruolo di antagonista dopo essere rinata in tre corpi mortali.
Ecate è presente in  Saint Seiya - Next Dimension - Myth of Hades  dove aiuta Athena e i suoi cavalieri a salvare la vita di Seiya.
Sovente citata in Buffy l'ammazzavampiri, evocata dai personaggi Amy e Willow entrambe streghe. 
Ecate viene citata nella serie Riverdale quando Cheryl usa la magia e la necromanzia.
Ecate appare anche nella serie animata Netflix Blood of Zeus.